# Vanda konstmuseum Artsi
Vanda konstmuseum Artsi (Vantaan taidemuseo Artsi) är ett finländskt konstmuseum i Vanda.
Artsi ligger i Myrbacka centrum i Vanda. Det är inriktat på finländsk och internationell samtida konst. Grunden till museets samling är verk av grafikern Pentti Kaskipuro och av Lauri Santtu. 